# Сатерлин (Орегон)
Сатерлин (енгл. Sutherlin) град је у америчкој савезној држави Орегон.

## Демографија
По попису из 2010. године број становника је 7.810, што је 1.141 (17,1%) становника више него 2000. године.
| Група             | 2000.         | 2010.         |
| Белци             | 6.098 (91,4%) | 6.923 (88,6%) |
| Афроамериканци    | 9 (0,1%)      | 19 (0,2%)     |
| Азијати           | 34 (0,5%)     | 44 (0,6%)     |
| Хиспаноамериканци | 265 (4,0%)    | 476 (6,1%)    |
| Укупно            | 6.669         | 7.810         |